# Collegio elettorale di Fontanellato
Il collegio elettorale di Fontanellato è stato un collegio elettorale uninominale del Regno di Sardegna. È uno dei dieci collegi elettorali della provincia di Parma creati dopo la temporanea caduta del ducato di Parma. Fu istituito con decreto del luogotenente generale Eugenio di Savoia-Carignano del 19 giugno 1848
Comprendeva i circondari di Fontanellato, Noceto e San Secondo.

## Dati elettorali
Nel collegio si svolsero votazioni per le due prime legislature, poi gli austriaci occuparono di nuovo le provincie di Parma e Piacenza. Dopo la seconda guerra d'Indipendenza il territorio entrò a far parte del collegio di San Pancrazio  del Regno di Sardegna.

### I legislatura
Le votazioni si svolsero in 222 collegi uninominali a doppio turno. Come previsto dal decreto n. 680 del 17 marzo 1848, era eletto al primo turno il candidato che «riunisce in suo favore più del terzo dei voti del total numero dei membri componenti il collegio e più della metà dei suffragi dati dai votanti presenti all'adunanza» (art. 92). Se nessun candidato era eletto, al ballottaggio tra i due candidati con più voti era eletto chi otteneva il maggior numero di voti (art. 93) o, in caso di ugual numero di voti, il maggiore d'età (art. 94).
| Partito                            | Partito                            | Candidato                          | Primo turno 20 luglio 1848 | Primo turno 20 luglio 1848 | Ballottaggio 21 luglio 1848 | Ballottaggio 21 luglio 1848 |
| Partito                            | Partito                            | Candidato                          | Voti                       | %                          | Voti                        | %                           |
| ---------------------------------- | ---------------------------------- | ---------------------------------- | -------------------------- | -------------------------- | --------------------------- | --------------------------- |
|                                    | —                                  | Orlando Garbarini                  | 78                         | 85,71                      | 81                          | 86,17                       |
|                                    | —                                  | Luigi Mussi                        | 13                         | 14,29                      | 13                          | 13,83                       |
|                                    |                                    |                                    |                            |                            |                             |                             |
| Iscritti                           | Iscritti                           | Iscritti                           | 347                        | 100,00                     | 347                         | 100,00                      |
| ↳ Votanti (% su iscritti)          | ↳ Votanti (% su iscritti)          | ↳ Votanti (% su iscritti)          | 174                        | 50,14                      | 94                          | 27,09                       |
| ↳ Voti validi (% su votanti)       | ↳ Voti validi (% su votanti)       | ↳ Voti validi (% su votanti)       | 91                         | 52,30                      | 94                          | 100,00                      |
| ↳ Schede non valide (% su votanti) | ↳ Schede non valide (% su votanti) | ↳ Schede non valide (% su votanti) | 83                         | 47,70                      | 0                           | 0,00                        |
| ↳ Astenuti (% su iscritti)         | ↳ Astenuti (% su iscritti)         | ↳ Astenuti (% su iscritti)         | 173                        | 49,86                      | 253                         | 72,91                       |

### II legislatura
Le votazioni si svolsero in 222 collegi uninominali a doppio turno con la stessa normativa precedente (al primo turno un numero di voti maggiore di un terzo degli iscritti).
| Partito                            | Partito                            | Candidato                          | Primo turno 12 febbraio 1849 | Primo turno 12 febbraio 1849 | Ballottaggio 13 febbraio 1849 | Ballottaggio 13 febbraio 1849 |
| Partito                            | Partito                            | Candidato                          | Voti                         | %                            | Voti                          | %                             |
| ---------------------------------- | ---------------------------------- | ---------------------------------- | ---------------------------- | ---------------------------- | ----------------------------- | ----------------------------- |
|                                    | —                                  | Luigi Mussi                        | 7                            | 58,33                        | 12                            | 66,67                         |
|                                    | —                                  | Pietro Pellegrini                  | 5                            | 41,67                        | 6                             | 33,33                         |
|                                    |                                    |                                    |                              |                              |                               |                               |
| Iscritti                           | Iscritti                           | Iscritti                           | 347                          | 100,00                       | 347                           | 100,00                        |
| ↳ Votanti (% su iscritti)          | ↳ Votanti (% su iscritti)          | ↳ Votanti (% su iscritti)          | 18                           | 5,19                         | 18                            | 5,19                          |
| ↳ Voti validi (% su votanti)       | ↳ Voti validi (% su votanti)       | ↳ Voti validi (% su votanti)       | 12                           | 66,67                        | 18                            | 100,00                        |
| ↳ Schede non valide (% su votanti) | ↳ Schede non valide (% su votanti) | ↳ Schede non valide (% su votanti) | 6                            | 33,33                        | 0                             | 0,00                          |
| ↳ Astenuti (% su iscritti)         | ↳ Astenuti (% su iscritti)         | ↳ Astenuti (% su iscritti)         | 329                          | 94,81                        | 329                           | 94,81                         |

L'elevato numero dei non votanti fu determinata dal fatto che le votazioni ebbero luogo solo a Monticelli d'Ongina. Comunque nella tornata del 23 febbraio l'elezione fu convalidata.